# شالوا چیخلادزه

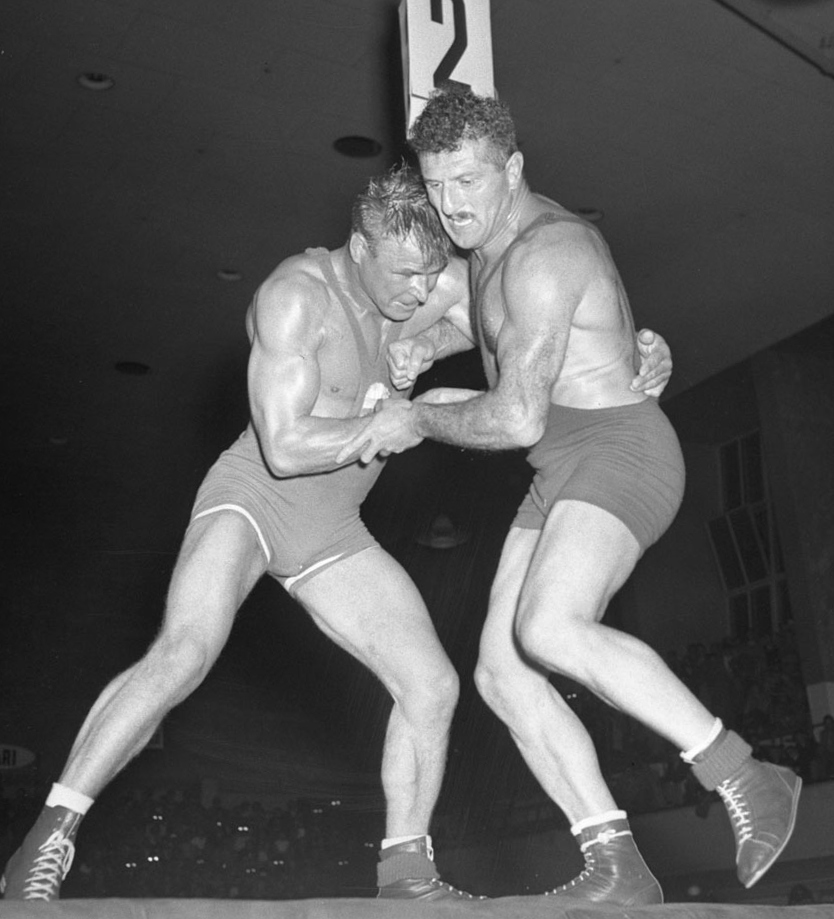
کشتی فرنگی

شالوا کنستانتینویچ چیخلادزه (به روسی: Шалва Константинович Чихладзе) (زاده ۱۲ ژوئیه ۱۹۱۲ - درگذشته ۱۴ ژانویه ۱۹۹۷) کشتی‌گیر اهل شوروی بود که در بازی‌های المپیک تابستانی ۱۹۵۲ شرکت داشت.
چیخلادزه در بازی‌های المپیک تابستانی ۱۹۵۲ در کشتی مدال نقره گرفت.